# Volkswagen Motorsport

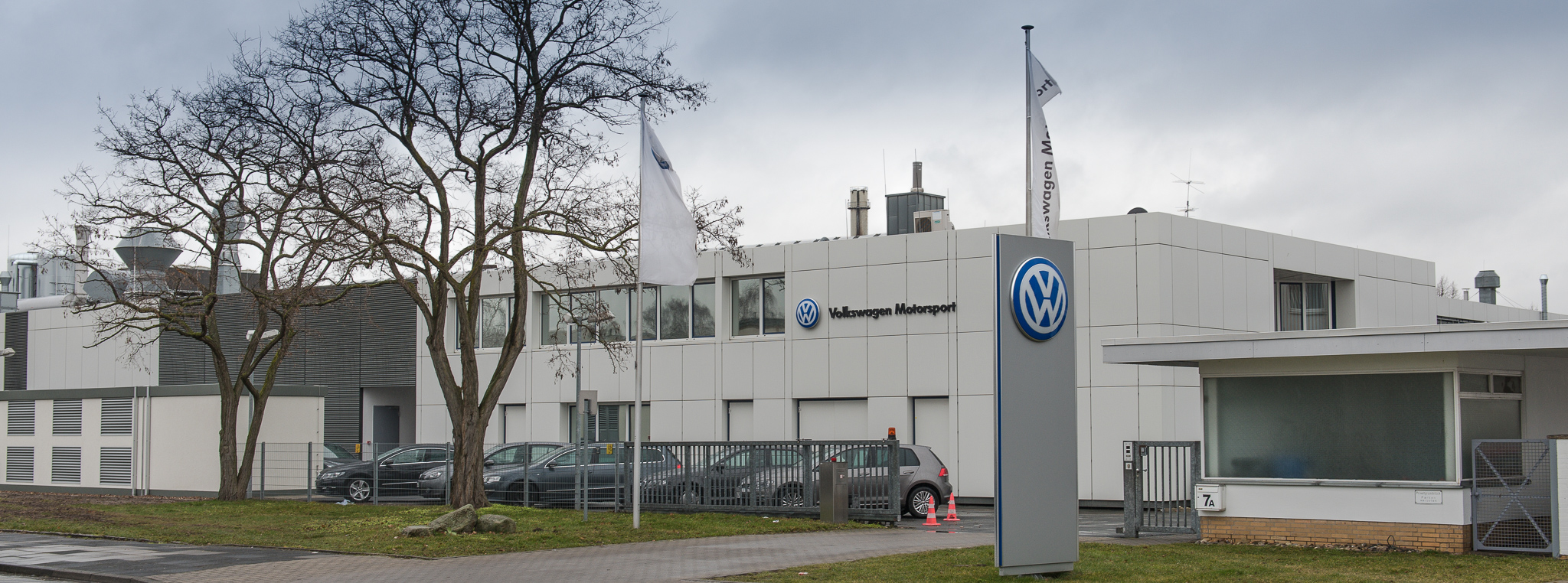
Firmensitz in Hannover (Teilansicht)

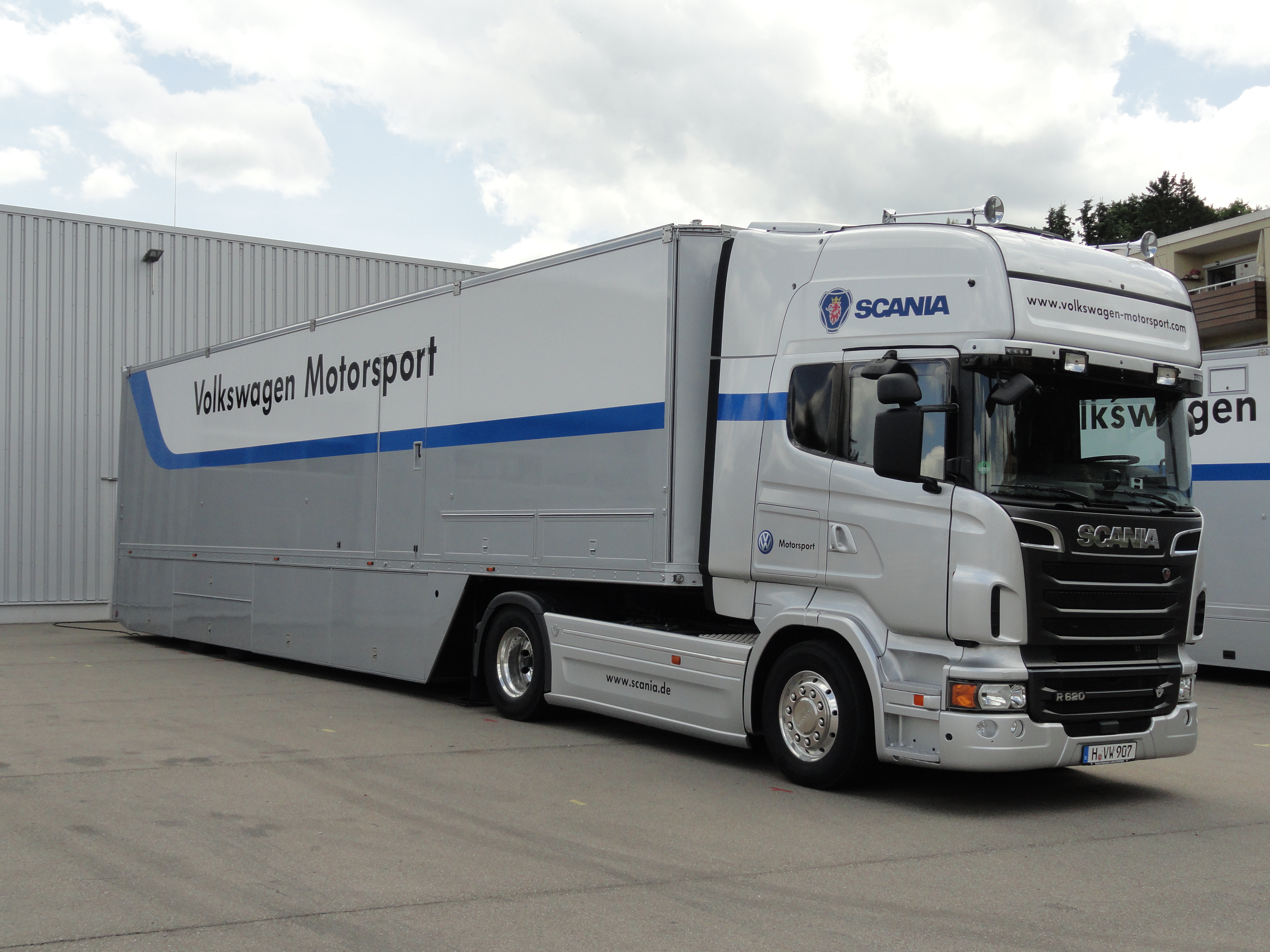
Truck von Volkswagen Motorsport in Kempten, Team Daniel Abt

Die Volkswagen Motorsport GmbH war eine 100-prozentige Tochter des Automobilkonzerns Volkswagen AG mit Sitz in Hannover. Die Motorsportabteilung wurde 2020 vorläufig geschlossen.

## Geschichte
Volkswagen begann 1966 mit seinem Engagement im Motorsport und gründete mit der Formel Vau seine erste Rennserie. Sie war eine Einsteigerserie in den Formelsport und wurde mit Fahrzeugen, die mit Käfer-Technik ausgestattet waren, gefahren. Mehrere spätere Formel-1-Weltmeister begannen ihre Motorsportkarriere in der Formel Vau.
Der Scirocco-Cup war 1976 der erste Markenpokal. Später folgten der Golf-Cup und der Polo-Cup.
In den 1970er-Jahren stieg Volkswagen auch in den Rallyesport ein und 1978 bestritt Jochi Kleint für VW Motorsport mit einem VW Golf I 1600 die Rallycross-Europameisterschaft, in der er am Ende den 6. Platz unter den Tourenwagen-Fahrern und den 11. Rang im Gesamtklassement belegte. 1980 wurde mit dem Golf-Rallye-Pokal der erste Markenpokal im Rallyesport gegründet, der ein halbes Jahrzehnt lang bestand. 1980 gelang Freddy Kottulinsky im VW Iltis der erste Sieg bei der Rallye Dakar. Kenneth Eriksson gewann 1986 im VW Golf GTI 16V die Gruppe A der Rallye-Weltmeisterschaft. Seit den 1990er-Jahren hatte Volkswagen auch ein großes Fahrzeugangebot für den Kundensport, darunter Kit Cars und Fahrzeuge der Gruppe N und Super 1600.
Am 1. Dezember 2020 gab die Volkswagen AG bekannt, dass alle Motorsport-Aktivitäten der Marke Volkswagen eingestellt werden, um die Kapazitäten für die Transformation in die Elektromobilität zu bündeln. Die zu diesem Zeitpunkt 169 Mitarbeiter der Volkswagen Motorsport GmbH sollen 2021 in die Volkswagen AG in Wolfsburg integriert werden.

### Ab 1979 auf den Rundstrecken
Von 1979 bis 1994 war Volkswagen als Motorenhersteller in der Formel 3 aktiv und gewann 55 internationale Titel. Zu den Siegern zählen unter anderem Michael Schumacher, Bernd Schneider, Joachim Winkelhock, Tom Kristensen und Kris Nissen. Später veranstaltete Volkswagen mit der Formel König und der Formel Volkswagen Einsteigerserien für Motorsportanfänger. 2007 stieg Volkswagen wieder als Motorenlieferant in die Formel-3-Euroserie ein, die Edoardo Mortara in der Saison 2010 für sich entscheiden konnte. Zwar wurde die Euroserie 2012 wieder eingestellt, an der in diesem Jahr erstmals ausgetragenen Europäischen Formel-3-Meisterschaft als Quasi-Nachfolgeserie beteiligte sich VW aber ebenfalls von Anfang an. Einziger Meister mit Volkswagen-Motor war hier Lando Norris, der 2017 für Carlin Motorsport den Titel gewinnen konnte. 2018 lief aber auch diese Serie aus. An der neuen FIA-Formel-3-Meisterschaft ist Volkswagen hingegen nicht mehr beteiligt, da dort Einheitsmotoren von Mecachrome zum Einsatz kommen sollen.
1998 startete der Lupo Cup als Einsteigerrennserie in den Tourenwagensport. Ab 2004 wurde dieser durch den ADAC Volkswagen Polo Cup abgelöst, welcher wiederum 2010 durch den Volkswagen Scirocco R-Cup ersetzt wurde. Die letzte Saison des R-Cups wurde 2014 gefahren. Die Rennen fanden im Rahmenprogramm der DTM statt.
Das Volkswagen-Werksteam wurde 1997 im VW Golf TDI Zweiter beim 24-Stunden-Rennen auf dem Nürburgring auf der Nordschleife. 2007 wurde es im Golf GTI Achter und erreichte den Klassensieg. Ein Jahr später trat Volkswagen mit zwei neuen VW Scirocco GT24 an und konnte erneut die Klasse gewinnen. In der Gesamtwertung belegten die unter anderem von Hans-Joachim Stuck pilotierten Fahrzeuge die Plätze 11 und 15.

### 2003 bis 2011 bei der Rallye Dakar
Unter dem neuen Motorsport-Direktor Kris Nissen nahm Volkswagen von 2003 bis 2011 wieder an der Rallye Dakar teil. Im ersten Jahr war das Team mit dem Buggy VW Tarek noch nicht konkurrenzfähig, wurde aber später mit dem VW Race Touareg der härteste Gegner des Mitsubishi-Werksteams. Bei der Rallye Dakar 2009 gelangen Giniel de Villiers und Dirk von Zitzewitz erstmals der Dakar-Sieg für den Volkswagen Race Touareg. Das war gleichzeitig der erste Sieg eines Dieselfahrzeugs und der erste Sieg eines Afrikaners. 2010 und 2011 konnte dieser Erfolg durch Carlos Sainz senior/Lucas Cruz und Nasser Al-Attiyah/Timo Gottschalk jeweils wiederholt werden. Zugunsten des WRC-Projekts wurde das Engagement bei der Rallye Dakar anschließend beendet.

### 2011 bis 2016 in der Rallye-Weltmeisterschaft
Am 5. Mai 2011 verkündete Volkswagen den vollen Einstieg in die Rallye-Weltmeisterschaft zur Saison 2013. Zum Einsatz soll der Volkswagen Polo R WRC auf Basis des VW Polo V mit 1,6-Liter-Turbomotor kommen. Zunächst bestritt die VW-Mannschaft zur Vorbereitung vier Rallyes der Saison 2011 mit dem Škoda Fabia S2000. Während sich das VW-World Rally Car in der Entwicklung befand, wollte man WM-Lauf-Erfahrungen sammeln und Nachwuchstalente scouten. Volkswagen stellte den VW Polo R WRC auf der IAA 2011 offiziell vor. Der zweifache Rallye-Weltmeister Carlos Sainz senior und der VW-Testpilot Dieter Depping absolvierten Anfang November 2011 in den Weinbergen rund um Trier die ersten Testfahrten in Vorbereitung auf den WRC-Einstieg.
Der 2010 und 2011 im Citroën Total World Rally Team erfolgreiche Franzose Sébastien Ogier wurde als erster Werksfahrer für die kommenden drei Jahre verpflichtet. Für die Rallye-Weltmeisterschaft 2012 war geplant, wieder mit dem Škoda Fabia S2000, der sich mit dem VW Polo R WRC die gleiche Bodengruppe, Getriebe, Differentiale und Antriebsstrang teilte, an allen WM-Läufen teilzunehmen. Die Erfahrungen, die VW dabei machte, sollten direkt in die Weiterentwicklung des Polo R WRC fließen. Vom damaligen Teamchef Kris Nissen wurde nicht ausgeschlossen, dass der Polo R WRC bereits 2012 zum Einsatz kommen wird. Das von der FIA neu abgewandelte WRC-Reglement war VW sehr entgegen gekommen.
Der Belgier Sven Smeets war seit dem 1. September 2016 Motorsport-Direktor von Volkswagen.
Nachdem in den Jahren 2013 bis 2016 sämtliche Titel gewonnen wurden, stieg VW Ende 2016 aus der Rallye-Weltmeisterschaft aus.

### Geplanter Rückzug aus dem Motorsport 2021
Nachdem in den Folgejahren der Fokus auf dem Aufbau und Vertrieb des VW Golf TCR gelegen hatte, wurde Anfang Dezember 2020 bekannt gegeben, dass sich Volkswagen 2021 vollständig aus dem Motorsport zurückziehen wird. Infolgedessen wurde die Volkswagen Motorsport GmbH aufgelöst und den Mitarbeitern andere Stellen innerhalb des Konzerns angeboten.